# Келей (село)
Келей (рос. Келей) — село Усть-Канського району, Республіка Алтай Росії. Входить до складу Усть-Мутинського сільського поселення.
Населення — 143 особи (2015 рік).